# 첸펑구
첸펑구(한국어: 전봉구, 중국어: 前锋区, 병음: Qiánfēng Qū)는 중화인민공화국 쓰촨성 광안 시의 현급 행정 구역으로 면적은 500km2이다. 2013년 2월 광안 구에서 분리되어 신설되었다.

## 행정 구역
2개 가도, 7개 진, 3개 향을 관할한다.
- 가도: 大佛寺街道, 奎阁街道
- 진: 观阁镇, 代市镇, 观塘镇, 护安镇, 广兴镇, 龙滩镇, 桂兴镇, 虎城镇
- 향: 光辉乡, 小井乡, 新桥乡